# 14-es busz (Budapest)
A budapesti 14-es jelzésű autóbusz a Kosztolányi Dezső tér és a Baross Gábor-telep, Ispiláng utca között közlekedett. A vonalat a VT-Transman üzemeltette.

## Története
14-es jelzéssel számtalan útvonalon közlekedett már autóbusz, először 1928. október 15-étől a Döbrentei tér és a Fiumei út között. A járat útvonalát többször módosították, a háború miatt sokszor szünetelt a közlekedés, míg 1944-ben Budapest ostroma miatt megszűnt. 1948-ban a Baross tér és Sashalom között indult újra. 1955. március 7-étől a 46-os buszt kiváltva útvonala Cinkotáig hosszabbodott, Mátyásföldig 14A jelzéssel betétjárata is indult. A járatok belső végállomása csúcsidőszakokban a Blaha Lujza tér lett, egyéb időszakokban a Baross tértől indultak. A buszok megszűnésének időpontja ismeretlen, egy újságcikk szerint az alapjárat 1956 októberében még közlekedett.
1957. május 23-ától a Móricz Zsigmond körtér és a Baross Gábor-telep, XVI. utca között indították el a 14-es buszt a 3B jelzésű busz helyett. Útvonalát nem sokkal később a Kosztolányi Dezső térig rövidítették. Elágazójárata is közlekedett 14Y jelzéssel a Kosztolányi Dezső tér és a Lőtéri bekötőút között. A 14Y járat 1977. január 1-jén a 114-es jelzést kapta. 1978. október 30-án a déli végállomás az Ispiláng utcához került át. 1984-ben a 114-es busz megszűnt, majd 1986-ban újraindították a Kosztolányi Dezső tér és a Baross Gábor-telep között, a Minta utca helyett a - az egy évvel korábban elkészült Rózsakert lakótelep délnyugati határán húzódó - Rózsakert utcán keresztül. A 14-es buszt 2008. szeptember 6-án 214-esre számozták át, útvonala változatlan maradt. Ugyanekkor új járatot indítottak 213-as jelzéssel a Török utcáig.

## Járművek
2001-től a VT-Transman MAN SL 223-as buszai jártak a vonalon, előtte Ikarus 263-asok jártak a vonalon. Megszűnése előtt Alfa Localo buszok is közlekedtek.

## Útvonala
| Baross Gábor-telep, Ispiláng utca felé | Kosztolányi Dezső tér felé |
| --- | --- |
| Kosztolányi Dezső tér vá. – Ulászló utca – Bartók Béla út – Tétényi út – Etele út – Fehérvári út – felüljáró – Leányka utca – Kossuth Lajos utca – Nagytétényi út – Minta utca – Dózsa György út – XIII. utca – Baross Gábor-telep, Ispiláng utca vá. | Baross Gábor-telep, Ispiláng utca vá. – XIII. utca – Dózsa György út – Minta utca – Nagytétényi út – Mária Terézia utca – Leányka utca – felüljáró – Fehérvári út – Etele út – Tétényi út – Bartók Béla út – Ulászló utca – Kosztolányi Dezső tér vá. |

## Megállóhelyei
| 0  | Kosztolányi Dezső tér végállomás             | 33 | 7, 7, 12, 40, 40E, 41, 41, 47-49V, 53, 72, 73, 86, 87, 87A, 114, 140E, 149V, 153, 172, 173, 187, 250 19 |
| 2  | Tétényi út (↓) Hamzsabégi út (↑)             | 31 | 7, 7, 41, 47-49V, 73, 87, 87A, 114, 187 19                                                              |
| 3  | Szent Imre Kórház                            | 29 | 7, 7, 73, 114, 173                                                                                      |
| 4  | Tétényi út 39. (↓) Tétényi út 30. (↑)        | 28 | 7, 73, 114                                                                                              |
| 5  | Kelenföld, városközpont                      | 27 | 7, 7, 73, 103, 114, 173                                                                                 |
| 7  | Hengermalom út (↓) Etele út (↑)              | 26 | 103, 114                                                                                                |
| 9  | Andor utca (↓) Galvani utca (↑)              | 24 | 114 18, 41, 41A, 56                                                                                     |
| 11 | Albertfalva utca (↓) Építész utca (↑)        | 21 | 114 18, 41, 41A, 56                                                                                     |
| 12 | Fonyód utca (↓) Vegyész utca (↑)             | 20 | 114 18, 41, 41A, 56                                                                                     |
| 14 | Leányka utca                                 | 17 | 3, 58, 114, 233E 56                                                                                     |
| 16 | Savoyai Jenő tér                             | 16 | 3, 58, 114, 150, 233E, 250 56                                                                           |
| 17 | Városház tér                                 | 15 | 3, 3, 58, 114, 150, 233E, 250 56 Budafok-Belváros                                                       |
| 18 | Tóth József utca                             | 14 | 3, 58, 114, 150, 233E, 250                                                                              |
| 20 | Vágóhíd utca                                 | 12 | 3, 114, 233E                                                                                            |
| 21 | József Attila utca                           | 11 | 3, 3, 114, 233E Budafok-Háros                                                                           |
| 22 | Háros utca                                   | 10 | 3, 114, 233E                                                                                            |
| 23 | Jókai Mór utca                               | 9  | 3, 3, 50, 114, 138, 233E                                                                                |
| 24 | Lépcsős utca                                 | 8  | 3, 3, 50, 114, 138, 233E Budatétény                                                                     |
| 26 | Budatétényi sorompó                          | 6  | 3, 3, 13, 113, 113A, 114, 233E                                                                          |
| 27 | Dózsa György út (↓) Dráva utca (↑)           | 5  | 13, 113, 113A, 233E                                                                                     |
| 28 | IV. utca (↓) Tátra utca (↑)                  | 4  | 233E |
| 29 | VIII. utca (↓) Szent László utca (↑)         | 3  | 114, 233E                                                                                               |
| 30 | X. utca (↓) Bem tábornok utca (↑)            | 3  | 114 |
| 31 | XIII. utca (↓) Dózsa György út (↑)           | 2  | 114 |
| 32 | XVI. utca                                    | 1  | 114 |
| 33 | Baross Gábor-telep, Ispiláng utca végállomás | 0  | 114 |